# Liste de personnalités mayennaises liées à la Chouannerie et à la Révolution française

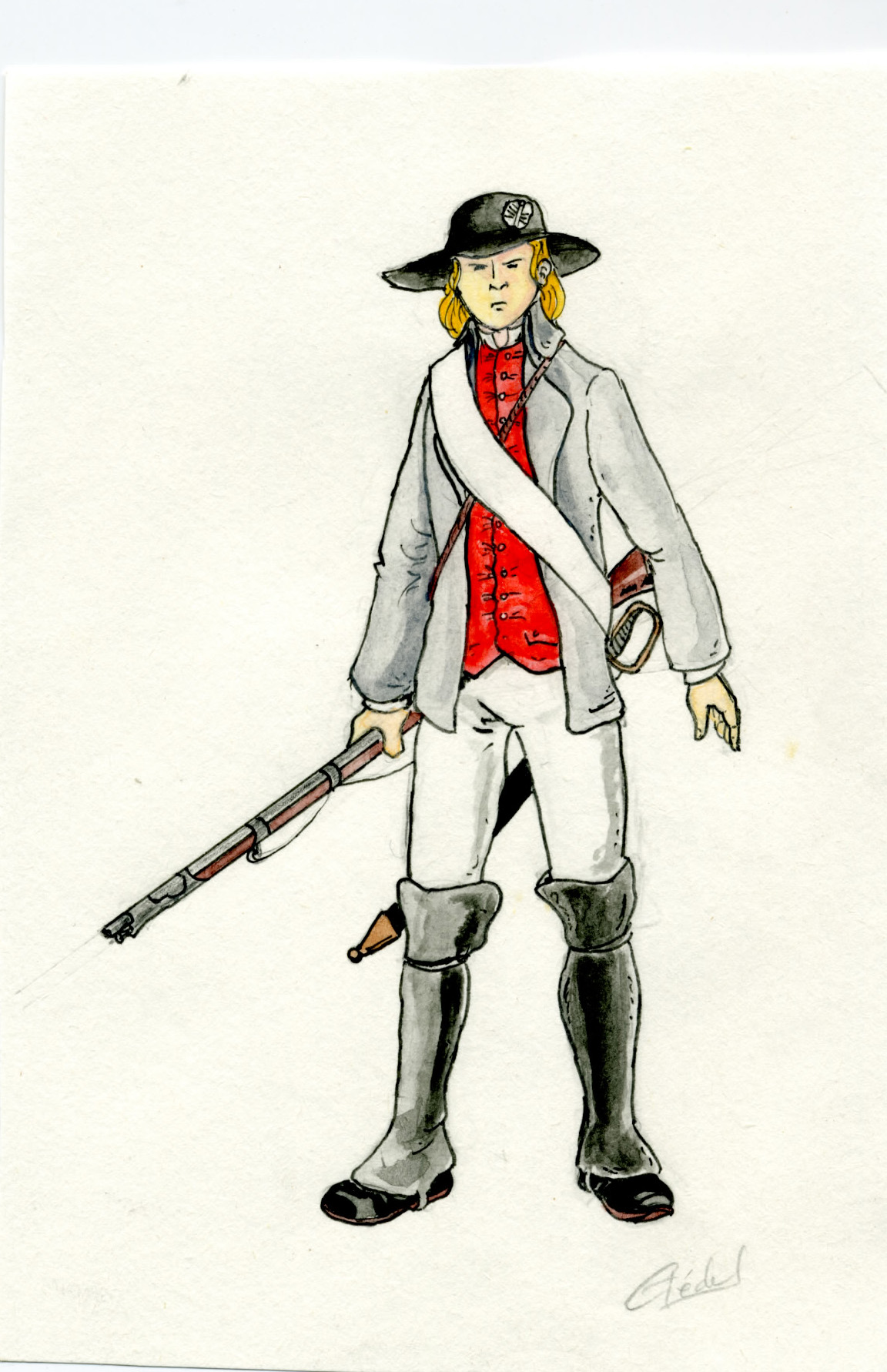
Type d'uniforme porté par les Chouans de Fougères et Vitré

Cet article regroupe des liens vers des personnalités de la Mayenne, du Maine ou de l'Anjou en relation avec la Chouannerie et la Révolution française.
- Chouans et royalistes  : Comte d'Andigné - Reine Audu - Louis-Jean-Baptiste-Étienne Baguenier Desormeaux - Julien-Charles Baguenier Desormeaux - Étienne-Alexandre Bernier - Robert Julien Billard de Veaux - Aimé Picquet du Boisguy - François Bourdoiseau - Jacques Bouteloup - Jacques Bruneau de la Mérousière - Jambe d'Argent -  Joseph-Juste Coquereau - Famille Chouan - Jean Chouan - Louis Courtillé dit Saint-Paul - Julien Delière - - Louis de Frotté - Marin-Pierre Gaullier - Jean-René Guitter dit Saint-Martin - François-Guillaume d'Halancourt - Charles Harnois - Urbain-René de Hercé - Michel Jacquet dit Taillefer - Pierre Joly dit Petit-Prince - Cyrille Jean Joseph Lavolvène, dit Chevalier de la Volvène - Nicolas-Philipert Le Chandelier de Pierreville - Michel-Louis Lecomte - Guillaume Le Métayer dit Rochambeau - Louis Marie de Lescure - François-Jacques Logerais dit Pimousse - Pierre Mongazon - Michel Morière - Frères Pinçon - Toussaint Du Breil de Pontbriand - Martial de Savignac - Marie Paul de Scépeaux de Bois-Guignot - Claude-Augustin Tercier - Antoine-Philippe de la Trémoïlle - Louis Trotry de la Touche - Gervais Tuffin de La Rouërie
- Personnalités notables : Perrine Dugué  - Françoise Charlotte de Montalais - Madame de Montesson - Jean-Daniel Œhlert